# 长孙渴侯
长孙渴侯（？—452年），北魏官员，魏文成帝时尚书令，鲜卑族。
正平二年（452年）中常侍宗爱弑杀魏太武帝拓跋焘和继任的南安王拓跋余，尚书长孙渴侯与陆丽奉迎嫡皇孙拓跋濬。十月初三，源贺、长孙渴侯率兵严密把守皇宫，派刘尼、陆丽将拓跋濬抱在马上，进入平城，源贺、长孙渴侯打开宫门，迎接皇孙一行。嫡皇孙拓跋濬即帝位於永安殿，即魏文成帝，之后斩了宗爱、贾周。兴安元年（452年）十月，魏文成帝命骠骑大将军拓跋寿乐为太宰、都督中外诸军、录尚书事，长孙渴侯为尚书令，加仪同三司。十一月，拓跋寿乐和长孙渴侯因为争夺权利，被文成帝一起赐死。